# Кафе Фанкони
Дом Григорьевой — доходный дом Григорьевой, памятник истории и архитектуры, расположен в Одессе (Украина) на углу улиц Ланжероновской, дом 15 и Екатерининской, дом 15.

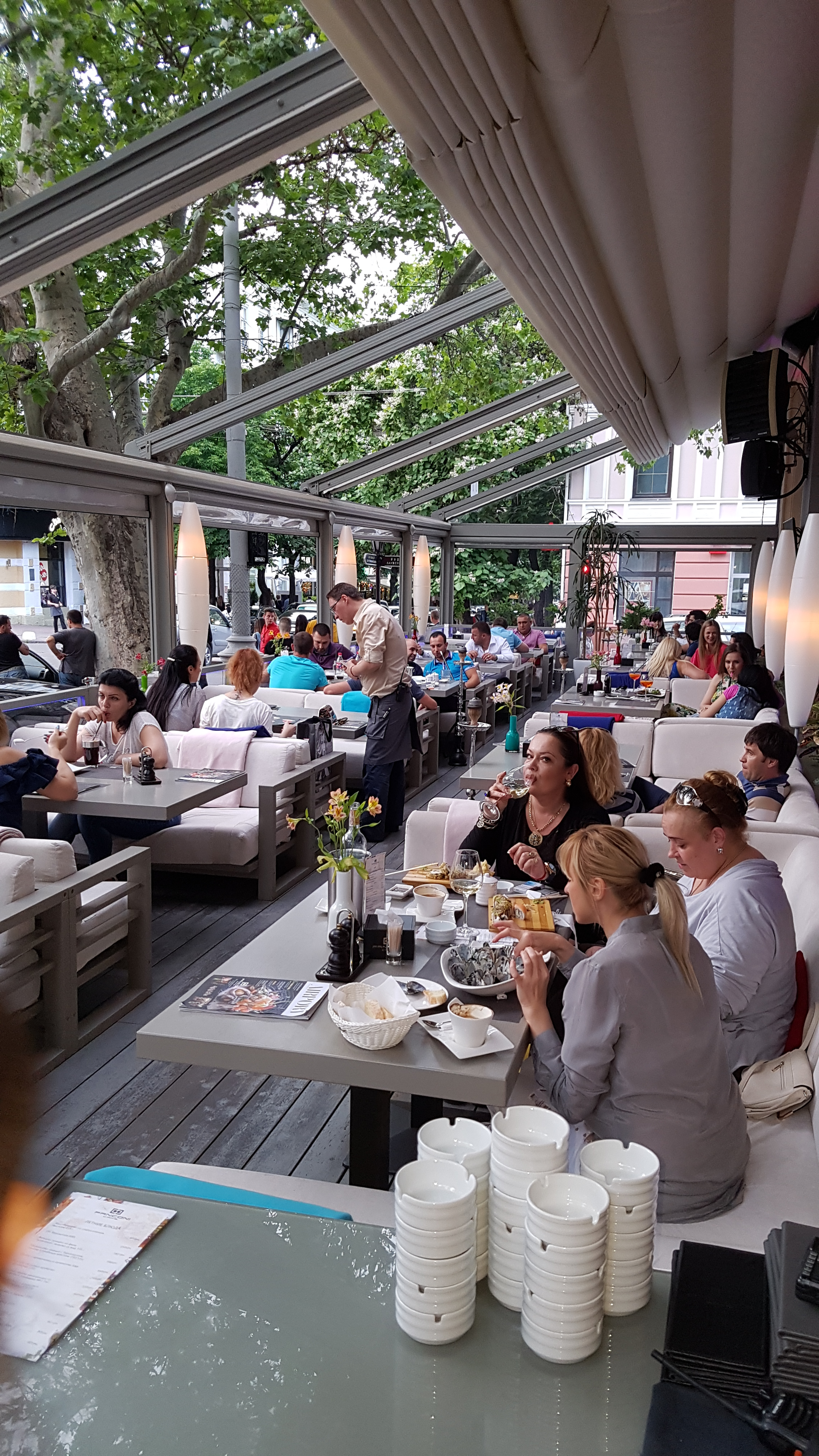
Кафе Fanconi, летняя терраса

В доме находилось известное кафе «Fanconi», которое посещала практически вся русская творческая интеллигенция конца XIX — начала XX века — А. Куприн, А. Чехов, П. Павленко, Л. Утесов, В. Катаев, А. Толстой, К. Паустовский, И. Бабель, И. Ильф и Е. Петров, Шолом-Алейхем, В. Маяковский, Д. Бурлюк, И. Бунин, С. Уточкин, Ф. Шаляпин, Ю. Олеша. Кафе упоминается в большом числе литературных произведений, в одесских фольклорных песнях, в кинофильмах. В 1920 году кафе закрылось; в 2000 году было вновь открыто под тем же названием.

## История
В 1872 года на первом этаже здания кафе «Fanconi» открыл родившийся в Швейцарии, а затем обучавшийся в Варшаве кондитер Яков Доминикович Фанкони (1839—1878). После его смерти кафе перешло к новому хозяину, однако через три года он также умер. Управление кафе перешло к Флориану Яковлевичу Скведеру (ум. 1913) — брату жены Я. Ф. Фанкони. Кафе стало называться «кондитерской 2-й гильдии купца Ф. Я. Скведера, создателя торгового дома „Флориан Скведер и К°“, торгующего под фирмой „Фанкони“». В 1893—1894 годах Скведер перестроил здание, реконструировал несколько залов и организовал открытую веранду. Автором проекта перестройки стал инженер С. А. Ландесман.
Кондитерская продолжала оставаться на первом этаже здания, но оно само и земля под ним (622 кв. сажени) в 1898 году перешла в собственность жены полковника Аполлона Гавриловича Григорьева (22 января 1847 — 17 августа 1916) Софьи Алексеевны Григорьевой. По инициативе последней в 1912 году был разработан проект полной реконструкции (фактически постройки нового) здания по проекту архитектора Юрия Мелетьевича Дмитриенко (1858—1918). Инженерами проекта выступили В. И. Кундерт и Х. Я. Скведер (брат Ф. Я. Скведера). Работы были проведены в течение одного года, и 1 ноября 1913 кафе вновь открылось. Кроме того, к зданию была сделана одноэтажная пристройка (архитектор Э. Я. Меснер).
Внешний облик здания сформирован в стиле мавританской готики:

Основную линию стилистического направления внешних фасадов вырисовывают килевидные архивольты строенных и одинарных прямоугольных оконных проемов с трёхлистниками в тимпане трех верхних ярусов, сплошной руст плоскости стен, узкие стрельчатые угловые ниши стилизованные под амбразуры, полукруглый балкон скошенного внешнего угла с одиночной колонной коринфского ордера на массивной консоли, зубчатое завершение ложных фронтонов ризалитов, угловой машикули с фиалами во главе, ложные фронтоны боковых входов, массивные балконы с ограждением орнаментированным четырёхлистниками, широкий фриз с модильонами и парапет в литом декоре.

После смерти владельца кафе Ф. Я. Скведера в 1913 году кондитерской управляли его племянник Николай Христианович Скведер, Анна Бецолло-Фанкони (дочь Якова Фанкони) и Евгений Петрович Цалл.
Помимо кондитерской «Фанкони» в доме на рубеже XIX—XX веков работал ресторан Д. Г. Коровина, находились магазин металлических изделий, страховое и транспортное общество «Россиянин», Одесское электротехническое бюро, магазин мужских шляп Вадкова и Уманец, отделение фабрики белья и галстуков купца Р. М. Гершмана, магазин белья и полотна купца Г. В. Якоби, парикмахерская С. Л. Бокачева, магазин обуви В. Таликовской, кондитерская «Сожо», гастрономия Е. И. Ульрих, а также школа игры на мандолине Э. В. Хадумоглу.
После Октябрьской революции в здании находились: временный штаб Мишки Япончика; в 1918—1920 годах — столовая № 68; в 1920-е годы — артель «Промвкус»; в 1920—1941 годах — Клуб военных моряков им. Лейтенанта Шмидта; в 1938 году ресторан № 2 и кафе № 2 треста столовых. В 1938—1939 годах архитектором И. О. Гродским была произведена реконструкция кафе на первом этаже. В годы Великой Отечественной войны здание пострадало во время авианалёта, однако в 1950-е годы было восстановлено под руководством профессора архитектуры М. В. Замечека. В 1960-е годы в здании работал магазин «Химтовары». В 1980-х годах в здании находились отделение агентства воздушных сообщений «Аэрофлот» и Черноморское центральное проектно-конструкторское бюро Черноморского морского пароходства. С 1985 года здание является памятником архитектуры и градостроительства местного значения.
В настоящее время в здании размещается кафе «Fanconi», восстановленное в 2000 году Сергеем Вороненковым.

## В популярной культуре
- Владимир Жаботинский в повести «Пятеро» упоминает песню тех времён: «У Фанкони сидит Нюта, // На ей шляпка, при ей грек. // Вже не смотрит, вже как будто // Босява не человек. // Лаврик, лаврик, выставь рожки, // Разойшлись наши дорожки».
- Про заведение писал Исаак Бабель в «Одесских рассказах», а также Ильф и Петров в «Золотом теленке». Здесь Остап Бендер обдумывал «Дело Корейко».
- В фильме «Биндюжник и Король» в песне «Нервы» (музыка А. Журбина, слова А. Эппеля, исполняет Р. Карцев) заведение упоминается в строках: «Тогда вы за полтинник в фаэтоне // На час, но заезжаете к Фанкони, // „Сначала в фаэтоне, // А после — у Фанкони!“ // И ходите здоровый, как матрос!».
- В одесской песне «На Дерибасовской открылася пивная», предположительно написанной в 1910-е годы, также есть строки с упоминанием заведения: «… Услышал реплику маркёр известный, Моня, // Об чей хребет сломали кий в кафе Фанкони».
- В 1927 году в СССР на студии «Совкино» режиссёром М. Я. Капчинским был создан художественный фильм «Кафе Фанкони» («Коровины дети»).